# Albert Matthäi
Albert Matthäi (* 1855 in Preußisch Stargard; † 1924) war ein deutscher Schriftsteller und Redakteur.
Matthäi war der Sohn eines Bäckers und ging in eine kaufmännische Lehre, ehe er 1874 nach München zog. Von 1880 bis 1885 studierte er Philosophie und deutsche Literaturgeschichte; von 1896 bis 1922 wirkte er als Redakteur der Zeitschrift Jugend in München.
Matthäi schrieb im Jahre 1921 unter dem Eindruck der Versailler Friedensverträge, die für Deutschland harte Sanktionen wie Gebietsabtretungen und hohe Reparationszahlungen mit sich brachten, eine als „Vierte Strophe“ bezeichnete Ergänzung des Deutschlandliedes. Sie wurde bis in die 1930er Jahre vor allem in Frontkämpferverbänden wie dem „Stahlhelm“ und unter Deutschnationalen gesungen, vor allem während der Ruhrbesetzung 1923. Sie fand unter anderem Aufnahme in das Liederbuch der Deutschen Kriegsmarine von 1927, war aber nie offizieller Bestandteil der Nationalhymne.
Die „Vierte Strophe“ des Deutschlandliedes lautete:
Deutschland, Deutschland über alles,

und im Unglück nun erst recht.

Nur im Unglück kann die Liebe

zeigen, ob sie stark und echt.

Und so soll es weiterklingen

von Geschlechte zu Geschlecht:

Deutschland, Deutschland über alles,

und im Unglück nun erst recht.
Relativ bekannt ist auch Matthäis patriotisches Gedicht Fichte an jeden Deutschen, das wegen seines Titels fälschlicherweise oft Johann Gottlieb Fichte zugeschrieben wird. Inspiriert wurde Matthäi zu diesem Gedicht durch Fichtes Reden an die deutsche Nation:
Fichte an jeden Deutschen

Du sollst an Deutschlands Zukunft glauben,

an deines Volkes Aufersteh’n.

Lass diesen Glauben dir nicht rauben,

trotz allem, allem was gescheh’n.

Und handeln sollst du so, als hinge

von dir und deinem Tun allein

das Schicksal ab der deutschen Dinge

und die Verantwortung wär’ dein.
Diese Verse wählte Elsa Brändström als Motto ihrer 1922 errichteten deutschen Stiftung „Arbeitssanatorium für ehemalige kriegsgefangene Deutsche“. Das Gedicht grüßte später von jedem Gebäude der Stiftung, die 1922 im Moor- und Schwefelbad Marienborn im sächsischen Schmeckwitz zwei Häuser erwarb: das Kurhaus und das Badehaus.

## Werke
- Fürchtet euch nicht! Gedichte. Deutsche Verlags-Anstalt, Stuttgart 1891.

## Einzelbelege
1. ↑  Paul Heyse: Das literarische München, Bruckmann, München 1899.
2. ↑  Das Lied der Deutschen (Memento vom 18. November 2007 im Internet Archive)
3. ↑  Eduard Juhl, Margarete Klante, Herta Epstein: Elsa Brändström. Weg und Werk einer großen Frau in Schweden, Sibirien, Deutschland, Amerika. Quell, Stuttgart 1962, S. 214 f.